# Felix z Burgundska
Felix z Burgundska, známý také jako Felix z Dunwiche († 8. března 647/648), byl první biskup ve Východní Anglii. Je označován za muže, který do království Východní Anglie přinesl křesťanství. Skoro všechno o původu tohoto svatého je možno se dozvědět v Historia ecclesiastica gentis Anglorum, sepsané benediktinským mnichem Bedou Ctihodným (dokončené kolem roku 731), a z Anglosaská kroniky.

## Původ
Pocházel z Franské říše, z Burgundska, kde byl podle Bedy Ctihodného vysvěcen. Podle některých historiků se předpokládá, že odešel do Anglie po ztrátě biskupské stolice v Châlons-en-Champagne po smrti Chlothara II.
V Anglii byl roku 630 vysvěcen arcibiskupem canterburským Honoriem, následně byl poslán na dvůr krále Sigeberhta do království Východní Anglie. Ustavil diecézi v Dommocu (to je považováno za dnešní Dunwich), podle Bedy Ctihodného také založil opatství v Sohamu a kostel v Reedhamu.